# Головацький Іриней
Іриней Головацький (30 січня 1942 — 12 червня 2015) — протоієрей, адміністратор храму Різдва Господнього та храму св. вмч. Євстахія с. Летня Дрогобицького району.

## Біографічні відомості
Іриней Головацький народився 30 січня 1942 року в с. Дички Рогатинського району Івано-Франківської обл. У 1970 р. закінчив Український поліграфічний інститут ім. І.Федорова, а в 1975 р. — підпільну духовну семінарію у м. Івано-Франківськ. 16 серпня 1990 року в храмі Преображення Господнього (м. Львів) прийняв святе таїнство священства з рук митрополита Володимира (Стернюка).
Уся душпастирська діяльність о. Іринея Головацького пройшла на Дрогобиччині — у селах Винники, Уріж, Підмонастирок, був деканом Мокрянського деканату. З 2006 р. — у с. Летня. Мав церковні нагороди.

## Душпастирське служіння
1) Завідатель храму Святих бср. Косми і Дам'яна с. Винники, храму Покрова Пресвятої Богородиці с. Уріж та храму Богоявлення Господнього с. Підмонастирок Дрогобицького району Львівської області 1990—1995 рр.
2) Адміністратор храму Святих бср. Косми і Дам'яна та храму Успіння Пресвятої Богородиці с. Винники Дрогобицького району Львівської області 1995—2006 рр.
3) Декан Мокрянського деканату 1995—1998 рр.
4) Адміністратор храму Різдва Господнього та храму Святого вмч. Євстахія с. Летня Дрогобицького району Львівської області з 2006 р.

## Нагороди
ювілейний нагрудний хрест та набедреник, протоієрей, хрест з прикрасами.
12 червня 2015 на 74 році життя і 25 році священства відійшов у вічність протоієрей Іриней Головацький, адміністратор храму Різдва Господнього та храму св. вмч. Євстахія с. Летня Дрогобицького району.